# جيرمان فرايد
جيرمان فرايد (بالفرنسية: Germain Fried)‏ هو كاتب سيناريو ومونتير وكاتب ومخرج فرنسي، ولد في 15 مارس 1905 في داوغافبيلس في لاتفيا، وتوفي في 27 نوفمبر 1963 في آنسي في فرنسا.

## وصلات خارجية
- جيرمان فرايد على موقع IMDb (الإنجليزية)
- جيرمان فرايد على موقع ألو سيني (الفرنسية)
- جيرمان فرايد على موقع قاعدة بيانات الأفلام السويدية (السويدية)
- جيرمان فرايد على موقع قاعدة بيانات الفيلم (الإنجليزية)
- جيرمان فرايد على موقع كينوبويسك (الروسية)